# Noordse combinatie op de Olympische Winterspelen 1964
Noordse combinatie is een van de sporten die beoefend werden tijdens de Olympische Winterspelen 1964 in Innsbruck.

## Heren
| rang   | sporter(s)          | land | totaal (ptn) |
| ------ | ------------------- | ---- | ------------ |
| Goud   | Tormod Knutsen      | NOR  | 469.28       |
| Zilver | Nikolai Kisseljov   | URS  | 453.04       |
| Brons  | Georg Thoma         | EUA  | 452.88       |
| 4      | Nikolai Goessakov   | URS  | 449.36       |
| 5      | Arne Larsen         | NOR  | 430.63       |
| 6      | Arne Barhaugen      | NOR  | 425.63       |
| 7      | Vjatsjeslav Drjagin | URS  | 422.75       |
| 8      | Ezio Damolin        | ITA  | 419.54       |